# Lista de gentílicos do estado do Rio de Janeiro
Esta é uma lista de gentílicos referentes a municípios do estado brasileiro do Rio de Janeiro, cujos nativos ou moradores são chamados genericamente de fluminenses ou papa-goiabas. A capital do estado está em destaque. 
Sobre gentílicos em geral, cumpre destacar as normas ortográficas em vigor desde o Formulário Ortográfico de 1943, que diz, em seu item 42:
Os topônimos de tradição histórica secular não sofrem alteração alguma na sua grafia, quando já esteja consagrada pelo consenso diuturno dos brasileiros. Sirva de exemplo o topônimo "Bahia", que conservará esta forma quando se aplicar em referência ao Estado e à cidade que têm esse nome. Observação: os compostos e derivados desses topônimos obedecerão às normas gerais do vocabulário comum.— Academia Brasileira de Letras

## Gentílicos dos municípios fluminenses
- Angra dos Reis - angrense
- Aperibé - aperibeense
- Araruama - araruamense
- Areal – arealense
- Armação dos Búzios - buziano
- Arraial do Cabo - cabista
- Barra do Piraí - barrense
- Barra Mansa - barra-mansense
- Belford Roxo - belford-roxense
- Bom Jardim - bom-jardinense
- Bom Jesus do Itabapoana - bom-jesuense[5]
- Cabo Frio – cabo-friense
- Cachoeiras de Macacu – cachoeirense ou macacuano
- Cambuci – cambuciense
- Campos dos Goytacazes - campista ou papa-goiaba[6]
- Cantagalo - cantagalense
- Carapebus - carapebuense
- Cardoso Moreira – cardosense
- Carmo – carmense
- Casimiro de Abreu – casimirense
- Comendador Levy Gasparian - gaspariense
- Conceição de Macabu – macabuense
- Cordeiro – cordeirense
- Duas Barras – bibarrense
- Duque de Caxias – caxiense ou duque-caxiense
- Engenheiro Paulo de Frontin – fronteense
- Guapimirim – guapimiriense
- Iguaba Grande – iguabense
- Itaboraí - itaboraiense
- Itaguaí - itaguaiense
- Italva – italvense
- Itaocara – itaocarense
- Itaperuna - itaperunense
- Itatiaia – itatiaiense
- Japeri - japeriense
- Laje do Muriaé – lajense
- Macaé – macaense
- Macuco - macuquense
- Magé - mageense
- Mangaratiba - mangaratibense
- Maricá – maricaense
- Mendes – mendense
- Mesquita – mesquitense
- Miguel Pereira – miguelense
- Miracema – miracemense
- Natividade – natividadense
- Nilópolis - nilopolitano
- Niterói – niteroiense
- Nova Friburgo - friburguense
- Nova Iguaçu – iguaçuano
- Paracambi - paracambiense
- Paraíba do Sul - sul-paraibano
- Paraty – paratiense
- Paty do Alferes – patiense
- Petrópolis – petropolitano
- Pinheiral – pinheiralense
- Piraí - piraiense
- Porciúncula – porciunculense
- Porto Real - porto-realense
- Quatis – quatiense
- Queimados – queimadense
- Quissamã – quissamaense
- Resende – resendense
- Rio Bonito - rio-bonitense
- Rio Claro – rio-clarense
- Rio das Flores - rio-florense
- Rio das Ostras – rio-ostrense
- Rio de Janeiro – carioca
- Santa Maria Madalena – madalenense
- Santo Antônio de Pádua – paduano
- São Fidélis – fidelense
- São Francisco de Itabapoana – são-franciscano
- São Gonçalo – gonçalense
- São João da Barra – são-joanense
- São João de Meriti – meritiense
- São José de Ubá – ubaense
- São José do Vale do Rio Preto – rio-pretano
- São Pedro da Aldeia – aldeense
- São Sebastião do Alto – altense
- Sapucaia – sapucaiense
- Saquarema – saquaremense
- Seropédica – seropedicense
- Silva Jardim – silva-jardinense
- Sumidouro – sumidourense
- Tanguá – tanguaense
- Teresópolis – teresopolitano
- Trajano de Moraes – trajanense
- Três Rios – trirriense
- Valença – valenciano
- Varre-Sai – varre-saiense
- Vassouras – vassourense
- Volta Redonda – volta-redondense